# أنتي الأهم
أنتي الأهم هي حملة للحفاظ على حقوق المرأة ومواجهة العنف الواقع عليها، ببث التوعية عن التحرش في العمل والذي يعتبر شكل من اشكال العنف ضد المرأة الذي تتعرض له العديد من الفتيات والسيدات. تهدف أيضًا لتوعية المرأة والنهوض بها في كافة المجالات، أولها التوعية الصحية. أهداف الحــملة هو استثمار وســائل الإعلام لخدمة المرأة وقضــاياها، وإبراز نماذج نسائية قدمت خدمــات للمجتمع. ودخلت الحملة في شراكة مع قطاع الإسكان التابع لوزارة الصحة لاستهداف مناطق معينة لتوعية النساء بمخاطر الزيادة السكانية وأهمية الالتزام بوسائل تنظيم الأسرة.

## قولي لأ
أطلقت حملة إنتى الأهم هاشتاج «قولى لأ» لتوعية المرأة لرفض كافة أوجه الظلم والاضطهاد والعنف التي تتعرض لهما في المجتمع. وتضمنت الحملة جميع أنواع العنف الواقع على المرأة بدءًا من الختان والعنف الأسري والتحرش الجنسي.

## مجلة أنتي الأهم
تزامنا مع اليوم العالمي للمرأة اعلنت منظمة المرأة العربية عن تدشين مجلة أنتي الأهم في مقر منظمة المرأة العربية. جاءت فكرة إطلاق مجلة أنتي الأهم لدمج المرأة في المنظومة الحياتية والإنسانية وتمكينها من أداء دورها الاقتصادي والاجتماعي والسياسي وإدماج جهودها في برامج التنمية الشاملة من خلال تدعيم مسيرة نهوضها وعلاج مشكلاتها بما يساعد على حلها، وتصحيح مفاهيم اتجاه المرأة. وقد جاءت فكرة إطلاق المجلة لتمكين المرأة العربية لممارسة دورها الحيوي بغطاء إعلامي مساند ومناصر لها.

## التوعية ضدسرطان الثدي
تنفذ برنامج توعية بهدف تثقيف النساء بالفحص الذاتي للثدي. و ستقوم الحملة بعمل برنامج للصحة والعافية بعنوان تمارين الأيروبيكس على الفطار للتشجيع على نمط حياة صحي من خلال ممارسة التمارين الرياضية وإتباع نظام غذائي متوازن وتقديم معلومات عن الفحص الذاتي للثدى.

## فعاليات 16 يوم لمناهضة العنف القائم على النوع الاجتماعي
أصدرت حملة أنتى الأهم أول عمل فني لوقف العنف ضد المرأة بفنون تلوين مانديلا. و يستخدم الرسم والتلوين والكلمات للتعبير عن معرفة المرأة لحقوقها.